# Oenopota tabulata
Oenopota tabulata é uma espécie de gastrópode do gênero Oenopota, pertencente a família Mangeliidae.